# Xenisthmus
Xenisthmus es un género de peces, es el género mejor conocido en la familia Xenisthmidae, la cual es un sinónimo con los Eleotridae, una parte de los Gobiiformes. Estos peces van de pequeños a muy pequeños y viven en arrecifes en regiones del Indo-Pacífico.
Algunos taxónomos lo colocan en la familia Eleotridae.

## Especies
Xenisthmus contiene las siguientes especies:
- Xenisthmus africanus J.L.B. Smith, 1958[5]
- Xenisthmus balius Gill & Randall, 1994[6]
- Xenisthmus chapmani (Schultz, 1966)
- Xenisthmus chi Gill & Hoese, 2004[3]
- Xenisthmus clarus (Jordan & Seale, 1906)[7]
- Xenisthmus eirospilus Gill & Hoese, 2004[3]
- Xenisthmus oligoporus Gill, Bogorodsky & Mal, 2017
- Xenisthmus polyzonatus (Klunzinger, 1871)
- Xenisthmus semicinctus Gill & Hoese, 2004[3]